# Пінополістирол

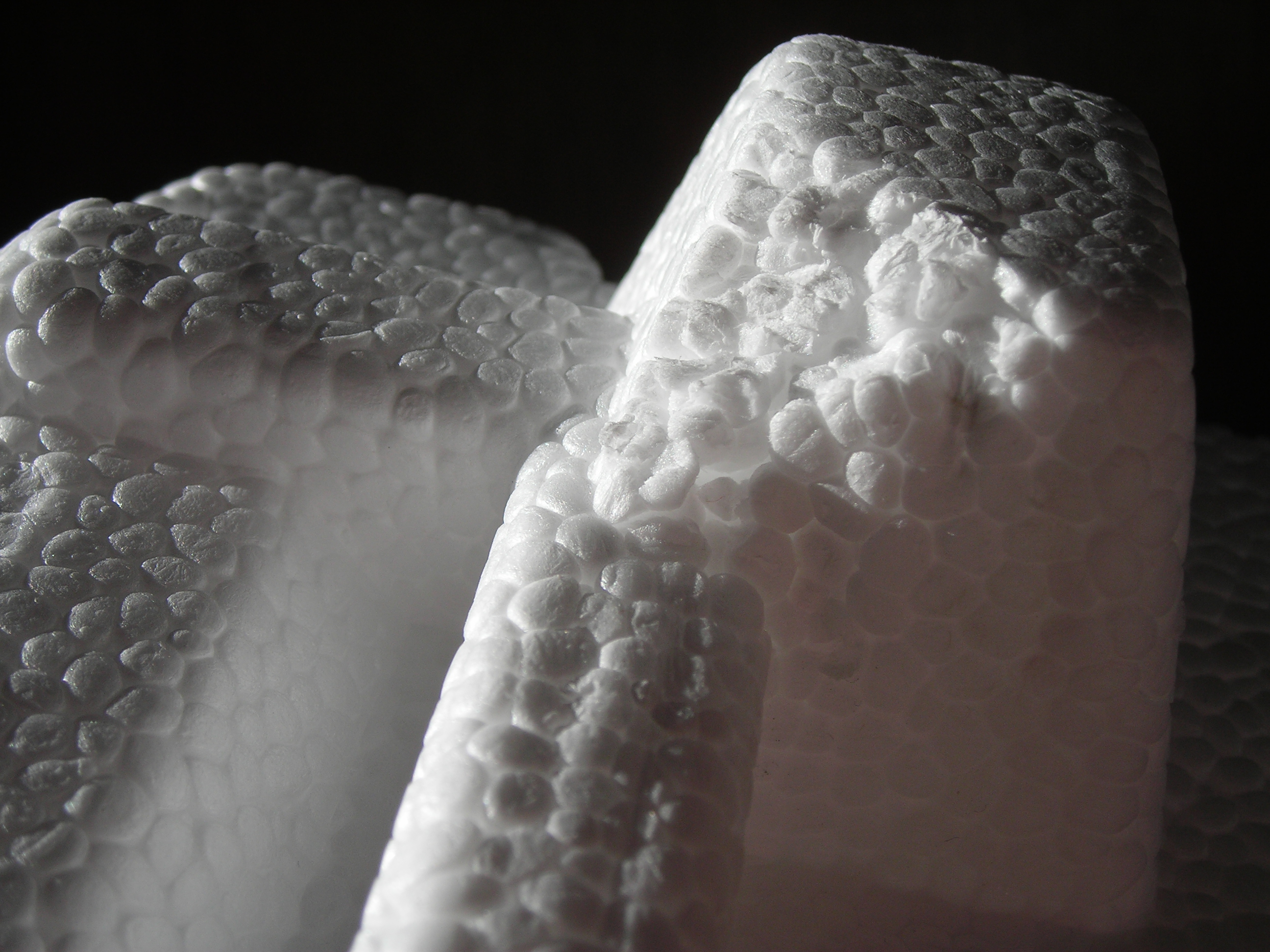
Пінополістирол (полістирольний пінопласт)

Пінополістиро́л — легкий ніздрюватий матеріал, що утворюється спіненням полістиролу. Складається з атомів водню і вуглецю. У побуті на означення пінополістиролу часто використовують слово пінопласт, хоча пінопласти — це також і інші спінені пластмаси: поліуретанові пінопласти, полівінілхлоридні, фенол-формальдегідні, карбамідно-формальдегідні пінопласти.
Легкозаймистий матеріал. 

## Історія
Цей матеріал синтезували в 1951 році в Німеччині й відразу ж почали застосовувати як теплоізолятор для обшивання зовнішніх стін будівель. Трохи згодом була розроблена й відповідна йому система покриттів — полімерна «штукатурка» [Архівовано 4 березня 2016 у Wayback Machine.]. Наприкінці п'ятдесятих стало можливим на основі накопиченого досвіду і теоретичних розрахунків запропонувати з цілковитою підставою цей матеріал широкому загалу будівельників. На початку шістдесятих років одному австрійському інженерові прийшла думка замінити спосіб зведення стін з подальшим обклеюванням їх пінополістирольними плитами, на виготовлення опалубки з пінополістиролу у вигляді блоків, потім складання їх на місці й заливання в них бетону. Результат виходить той же, але трудовитрати істотно нижчі, отже, економічно це вигідніше. Відтоді пінополістирольні блоки постійно удосконалювалися і сьогодні (2000-і роки) є міцними і зручними конструкціями, за допомогою яких можна звести будівлю загалом будь-якої архітектури.

## Опис
Початковою сировиною для виробництва незнімної опалубки є звичайний полістирол, який спінюють під тиском і за підвищеної температури, а потім з маси утворюють блоки. Оскільки полістирол безпечний (з нього виготовляють одноразовий посуд), пінополістирол успадкував цю його властивість.
Структура пінополістиролу забезпечує його унікальні теплоізоляційні властивості, він водостійкий, відрізняється стабільністю характеристик при експлуатації в регіонах з суворим і вологим кліматом, має і високу механічною міцність, не вбирає вологу. А висока густина пінополістиролу в будівельних елементах і спеціальна конструкція сполучних замків виключають порушення теплопровідності, як в ході монтажу, так і під час експлуатації будівлі. На відміну від інших будівельних матеріалів, пінополістирол не радіоактивний. Пінополістирол не містить речовини, живі мікроорганізми, тому не схильний до дії гризунів, цвілі, грибків і бактерій. Якщо пінополістирол піддається короткочасній дії полум'я він оплавляється навколо джерела вогню, але не займається, і, відповідно, вогонь не розповсюджується. Для підвищення вогнестійкості виробів використовуються спеціальні добавки, що значно здорожує вартість кінцевого продукту. За наслідками пожежних випробувань отримано такі дані: межа вогнестійкості стіни — 2,5 години, швидкість розповсюдження вогню дорівнює нулю.

## Застосування
Монтаж тримальних стін за технологією із застосуванням пінополістирольної опалубки не викликає ускладнень і доступний навіть непрофесіоналові. Спочатку вмонтовується захисна конструкція, яка потім заповнюється бетоном. Перекриття в такому будинку можуть бути дерев'яними, з монолітного або збірного залізобетону. Вибір виду перекриття визначається проєктом будівлі. Асортимент модулів, що випускаються, дозволяє вибирати елементи, необхідні для формування не тільки прямих стін, але і еркерів. Модулі опалубки мають порожнини, які впродовж будівництва армуються і заливаються бетоном. Для формування арок і інших отворів нестандартної форми досить виконати їх в пінополістирольному модулі до заливки бетону і закріпити знизу лист опалубки, наприклад, з фанери. Пінополістирольні елементи виконують одночасно завдання опалубки, утеплювача, звукоізоляції, а в технологічних отворах можуть прокладатися різні інженерні комунікації — електроосвітлення, системи опалювання і кондиціонування. І в підсумку проведених технологічних операцій — монтажу стінних блоків і плит перекриттів — споруджується будівля, яку можна розглядати як жорстку просторову рамну будову, обрамлену пінополістирольною тепло- і звукоізоляційною оболонкою.
Пінополістирол в своєму складі не має поживних речовин, які приваблюють мишей,однак його невисока міцність дозволяє гризунам утворювати численні ходи в масиві матеріалу. Цьому запобігають додаванням бітрексу, що відлякує гризунів.

## Пожежна небезпека
Легкозаймистий матеріал. Температура займання 310 °C; температура самозаймання 440 °C. Займається від полум'я сірника (650—835 °C). Горить у розплавленому стані з виділенням значної кількості тепла.
Горіння пінополістиролу супроводжується сильним виділенням (267 м³/м³) густого чорного диму. Продукти горіння отруйні. Засоби гасіння: розпилена вода зі змочувачами. Горіння пінополістиролу близьке до горіння напалму (швидкість горіння близько 10,5 м/хв).